# Dallas Soonias
Dallas Soonias (Red Deer, 25 aprile 1984) è un pallavolista canadese.
Gioca nel ruolo di opposto nell'Al-Arabi Sports Club.

## Carriera
La carriera di Dallas Soonias inizia a livello scolastico, giocando prima per il Red Deer College e poi la University of Alberta; nel 2002 vince la medaglia d'oro al campionato nordamericano Under-21. Nel 2004 debutta in nazionale maggiore, mentre un anno dopo vince la medaglia di bronzo al campionato nordamericano, risultato che si ripete alla Coppa Panamericana 2006.
Nella stagione 2006-07 inizia la carriera professionistica nella PlusLiga polacca col Klub Sportowy Jadar Radom, mentre nella stagione successiva gioca nella Pro A francese con l'Arago de Sète Volley-Ball; nel 2008 vince con la nazionale la medaglia d'argento alla Coppa Panamericana. Nell'annata 2008-09 viene ingaggiato dal Jaroslavič nella Superliga russa, ma lascia subito il club tornando a giocare in Francia per il resto della stagione nel Montpellier Agglomération Volley Université Club.
Viene ingaggiato per due stagioni dal Club Voleibol Almería giocando nei campionati 2009-10 e 2010-11 nella Superliga spagnola: durante questa esperienza vince i suoi primi trofei a livello di club, aggiudicandosi una Coppa del Re ed una Supercoppa spagnola. Nel campionato 2011-12 passa allo Hyundai Capital Skywalkers Volleyball Club nella V-League sudcoreana, ma già nella stagione successiva lascia il club per giocare coi Plataneros de Corozal, squadra della Liga Superior portoricana; con la nazionale vince la medaglia d'argento al campionato nordamericano.
Nella stagione 2013-14 gioca nella Volleyball League A cinese per il Fujian Nanzi Paiqiu Dui; terminati gli impegni col club cinese, va a giocare in Qatar con l'Al-Arabi Sports Club.

## Palmarès

### Club
- Coppa del Re: 1

2009-10
- Supercoppa spagnola: 1

2010

### Nazionale (competizioni minori)
- Coppa Panamericana 2006
- Coppa Panamericana 2008

### Premi individuali
- 2012 - V-League: MVP 2º round